# Fumaria ballii
Fumaria ballii är en vallmoväxtart som beskrevs av Herbert William Pugsley. Fumaria ballii ingår i släktet jordrökar, och familjen vallmoväxter. Inga underarter finns listade i Catalogue of Life.